# Opel 9/30 PS
 (septembre 2024).
L’Opel 9/30 PS est une voiture de la catégorie grande routière construite par Adam Opel KG de 1922 à 1924 pour succéder au modèle 9/25 PS.

## Historique et technologie
En 1922, Opel a présenté deux modèles successeurs du modèle 9/25 PS construit pendant de nombreuses années, la 9/30 PS et la 10/30 PS.
Le moteur était un moteur quatre cylindres d’une cylindrée de 2 332 cm³ qui produisait 30 ch (22 kW) à 1 600 tr/min. Ce moteur était essentiellement une version plus puissante que celui du modèle précédent. La puissance du moteur était transmise à l’essieu arrière via un embrayage à cône en cuir, une boîte de vitesses manuelle à trois vitesses et un arbre à cardan. Opel a utilisé pour la dernière fois un embrayage à cône sur ce modèle.
Le cadre était constitué de profilés en U en acier, les deux essieux rigides étaient suspendus à des ressorts à lames semi-elliptiques. Le frein de service agissait sur l’arbre de sortie de la transmission. Opel a utilisé pour la dernière fois un frein à bande sur ce modèle.
Il y avait quatre styles de carrosserie, une voiture de tourisme, une limousine Pullman, un landaulet et un roadster.
Pour la dernière fois, ce modèle reçut le suffixe «Motorwagen» (véhicule automobile en Allemand), qui distinguait à l’origine les automobiles des calèches. Cela était déjà perçu comme un anachronisme au des années 1920. Fin 1924, la construction de la 9/30 PS est arrêtée. La successeur est le modèle 10/40 PS.